# ديفيدسون إدن
ديفيدسون إدن (بالألمانية: Davidson Drobo-Ampem) مواليد 26 مارس 1988 في أكرا، هو لاعب كرة قدم ألماني يلعب مع نادي سانت باولي كمدافع.

## مرحلة الشباب

### أندية لعب لها
- نادي سانت باولي

## المسيرة الاحترافية

### أندية لعب لها
- نادي سانت باولي
- نادي إيسبيرغ

## روابط خارجية
- ديفيدسون إدن على موقع الاتحاد الأوربي (الإنجليزية)
- ديفيدسون إدن على موقع قاعدة بيانات كرة القدم.إي يو (الإنجليزية)
- ديفيدسون إدن على موقع بيانات كرة القدم. دي إي (الألمانية)
- ديفيدسون إدن على موقع Soccerway.com (الإنجليزية)
- ديفيدسون إدن على موقع عالم كرة القدم.نت (الإنجليزية)
- ديفيدسون إدن على موقع AS.com (الإسبانية)